# Nové Lublice
Nové Lublice (niem. Neu Lublitz) – gmina w Czechach, w powiecie Opawa, w kraju morawsko-śląskim. Według danych z dnia 1 stycznia 2012 liczyła 212 mieszkańców.

## Galeria

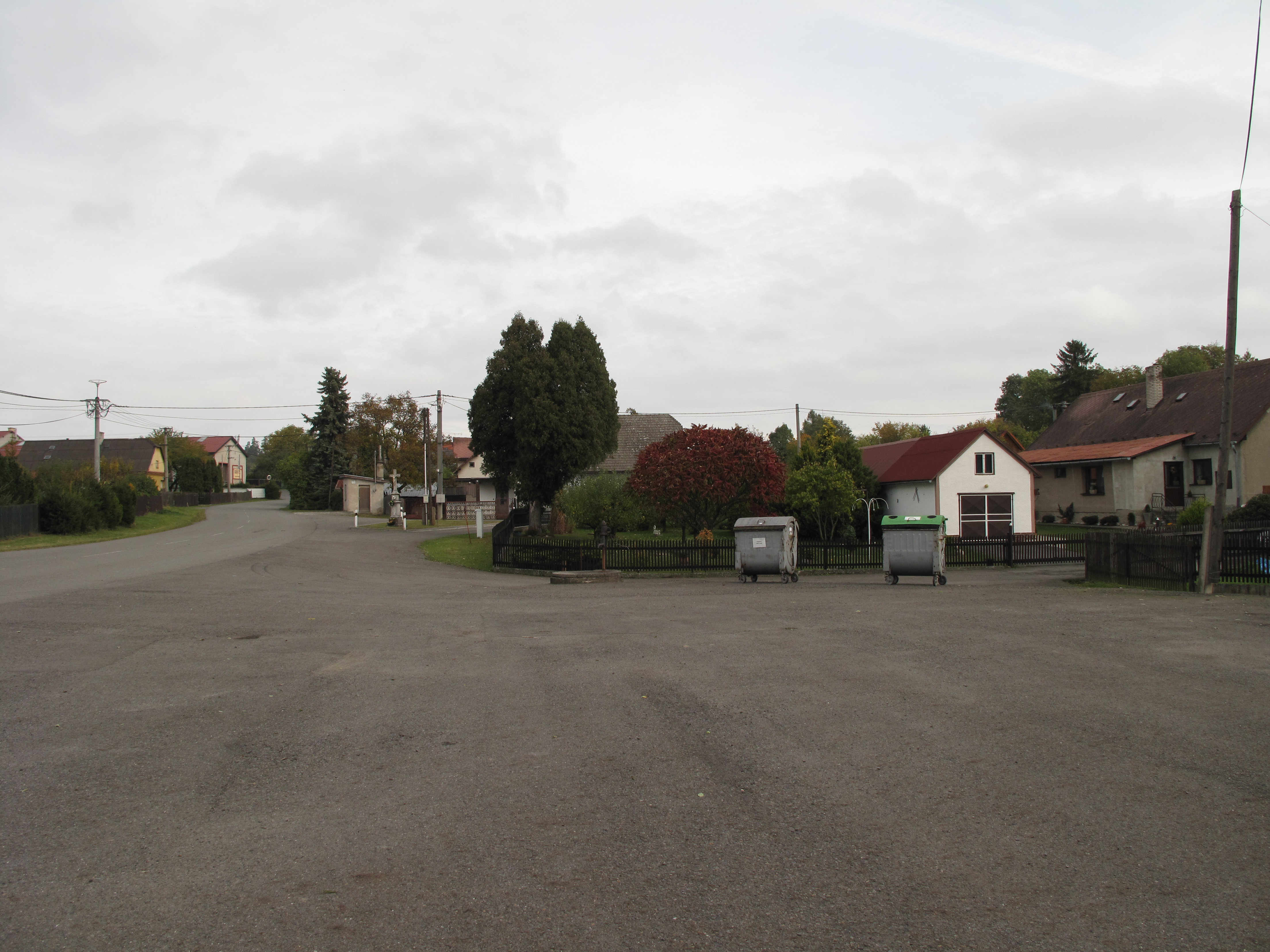
Nawsie
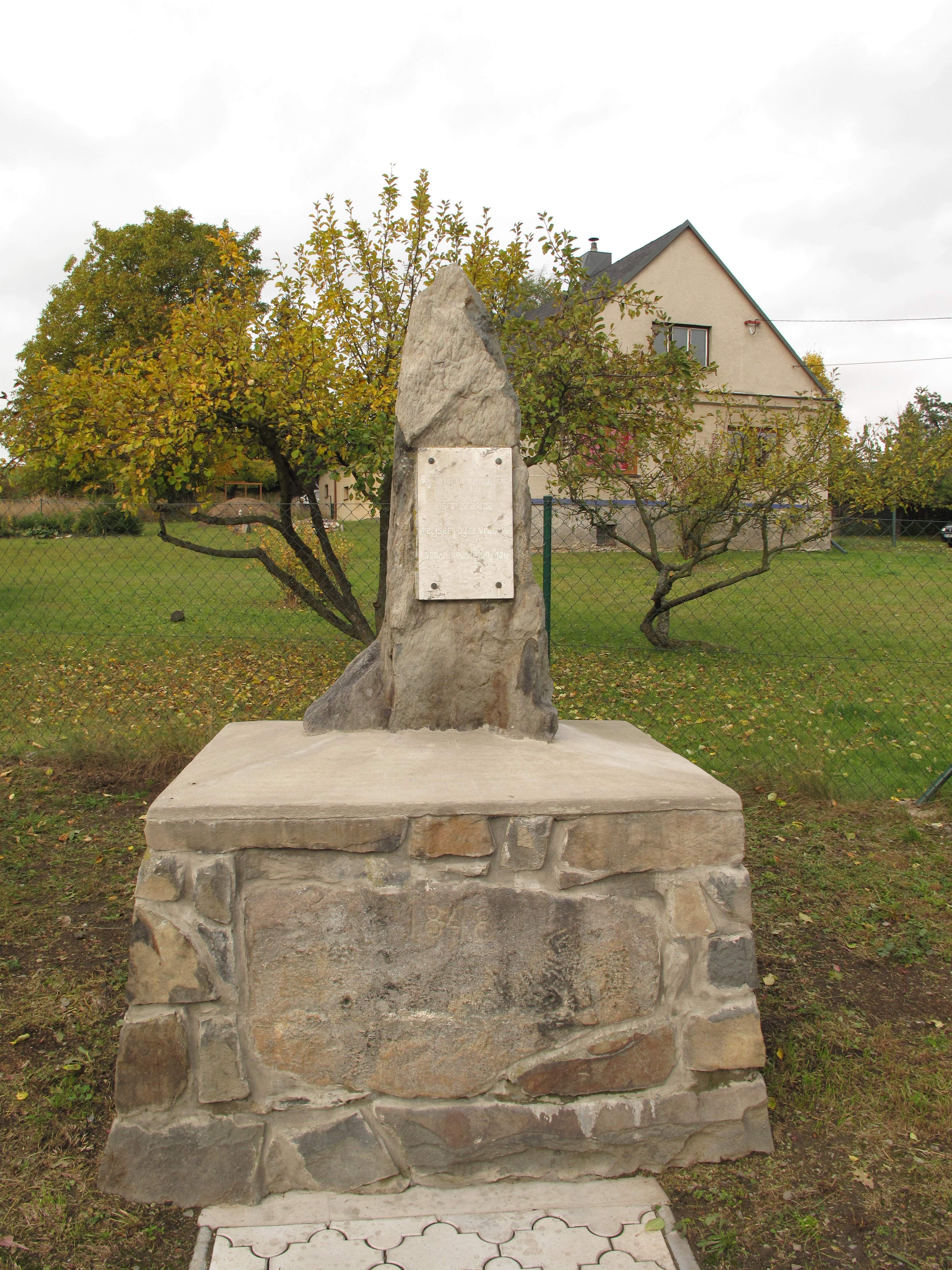
Pomnik
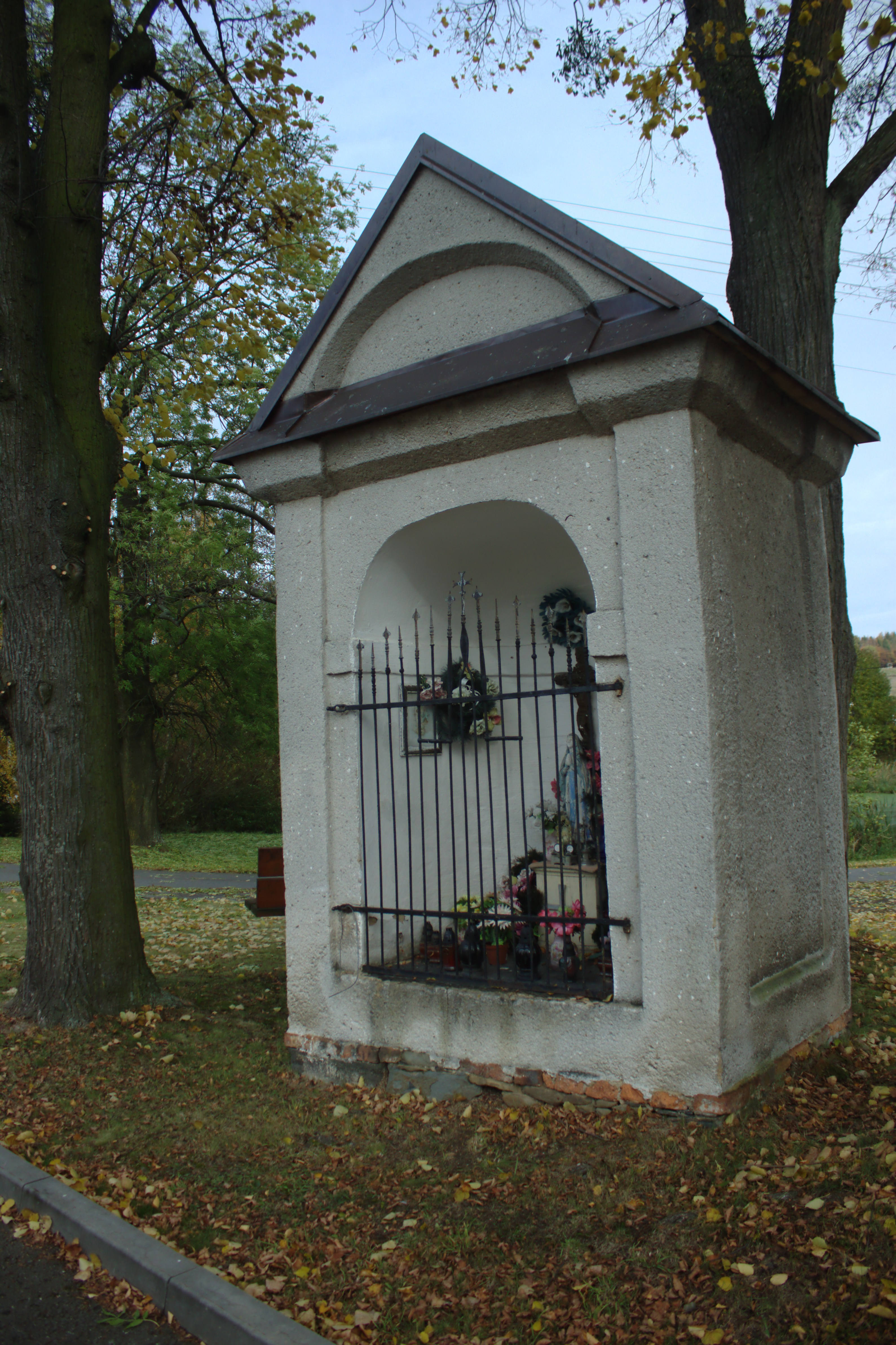
Kaplica